# Micrapatetis decipiens
Micrapatetis decipiens là một loài bướm đêm trong họ Noctuidae.